# Foyn Coast

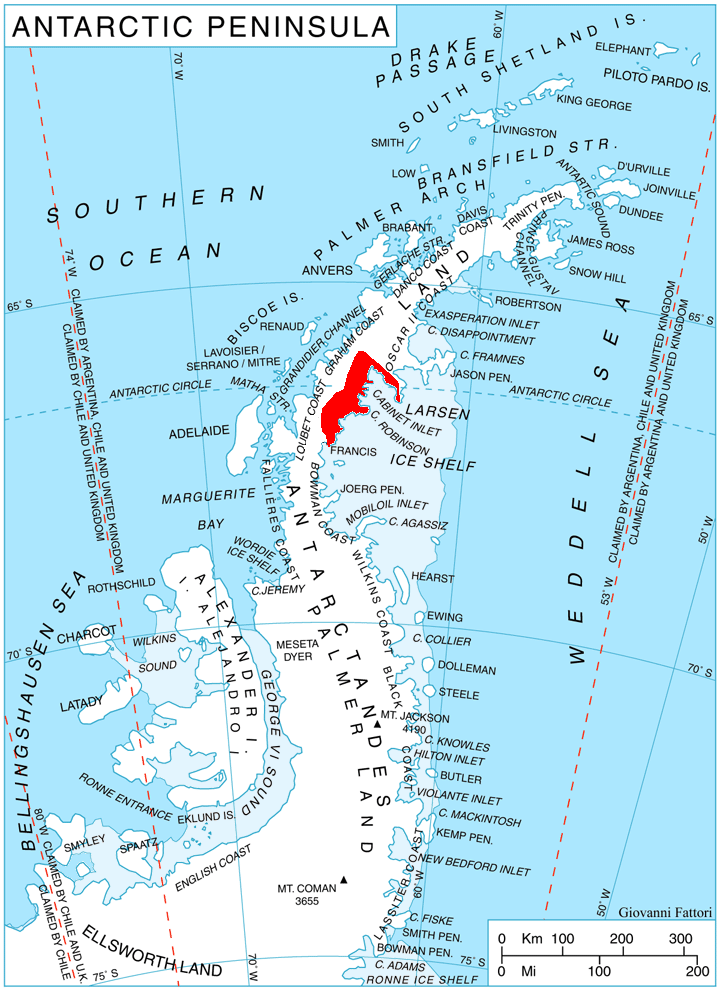
Wybrzeże na mapie Półwyspu Antarktycznego

Wybrzeże Foyna (ang. Foyn Coast) – część wschodniego wybrzeża Ziemi Grahama na Półwyspie Antarktycznym, pomiędzy Wybrzeżem Bowmana a Wybrzeżem Oskara II. Przylega do niego Lodowiec Szelfowy Larsena (Larsen C).
Granice tego wybrzeża wyznaczają przylądek Northrop i przylądek Alexander. Odkrył je w 1893 roku Carl Anton Larsen i nazwał na cześć Svenda Foyna, norweskiego wielorybnika, który opatentował działo harpunnicze, dzięki któremu wielorybnictwo znacznie się rozwinęło.